# 柏林湖
53°55′24″N 13°50′43″E / 53.92331°N 13.84518°E
柏林湖（德語：Berliner See），是德國的湖泊，位於該國東北部，由梅克倫堡-前波美拉尼亞州負責管轄，處於布根哈根，長0.5公里、寬0.1公里，面積0.06平方公里，海拔高度8米，平均水深10米，最大水深16米。